# Lahaou Konaté
Lahaou Konaté (v; 17 de noviembre de 1991) es un jugador de baloncesto francés que actualmente pertenece a la plantilla del ESSM Le Portel de la Pro A francesa. Con 1,96 metros de altura puede jugar tanto en la posición de escolta como en la de alero.

## Trayectoria profesional

### Inicios
Formado en la cantera del Hyères-Toulon Var Basket, hizo su debut con el primer equipo de la Pro A en la temporada 2009-2010, donde jugó dos partidos.

### Denek Bat Bayonne Urcuit
A la siguiente temporada (2010-2011), fichó por el Denek Bat Bayonne Urcuit de la NM1, la tercera división francesa.

### ALM Évreux Basket
En 2011 fichó por el ALM Évreux Basket de la Pro B, club en el que ha jugado durante cuatro años, hasta la temporada 2014-2015, convirtiéndose en uno de los pilares fundamentales del equipo. En su primera temporada compaginó el primer equipo con el filial de la NM3, la quinta división francesa. Su mejor temporada fue la 2014-2015, donde jugó 33 partidos con un promedio de 11,5 puntos, 3,3 rebotes, 2,4 asistencias y 1,6 robos de balón en 30,4 min de media.
En sus cuatro años en Évreux disputó 136 partidos con unos promedios de 8,6 puntos, 3,1 rebotes, 1,7 asistencias y 1,2 robos de balón en 24,7 min de media.

### Le Mans Sarthe Basket
Tras hacer una gran temporada en la Pro B, en junio de 2015 firmó por dos años con el Le Mans Sarthe Basket.

### JSF Nanterre
Durante la temporada 2018-19 se convierte en el mejor defensor de la Jeep Élite, sin olvidar sus aportaciones ofensivas: 12,3 puntos, 5,2 rebotes, 2,2 asistencias y 1,4 robos por encuentro, siendo integrante del Mejor Quinteto de la competición. También firmaría 12,1 puntos, 4,8 rebotes y 2,6 asistencias en Basketball Champions League.

### Iberostar Tenerife
El 23 de octubre de 2019 se hace oficial su fichaje por el Iberostar Tenerife de la Liga ACB hasta el final de la temporada.

### Metropolitans 92
El 19 de julio de 2020 firmó un contrato por cuatro temporadas con el Metropolitans 92 de la LNB Pro A francesa.

### ESSM Le Portel
El 10 de junio de 2024 fichó por el ESSM Le Portel, también de la LNB Pro A.

## Selección nacional
Fue convocado por Pascal Donnadieu para jugar la Universiada de 2015 en Gwangju, Corea del Sur, con el equipo de Francia A, quedando en 5ª posición.
Konaté jugó 8 partidos con unos promedios de 6,9 puntos, 2,1 rebotes, 1 asistencia y 1,4 robos de balón en 17,4 min de media.
El alero llegó a la absoluta en 2017 y sumando ocho encuentros de la fase de clasificación para el Mundial y dos partidos de preparación previos al certamen mundialista.